# Fucus serratus
Fucus serratus L. é uma espécie de macroalgas marinhas com distribuição natural nas costas do Atlântico Norte. Caracteriza-se por talos com os bordos claramente serrados, de cor castanho-esverdeado, muito similar às espécies F. vesiculosus e F. spiralis com as quais é estreitamente aparentada. 

## Descrição
Fucus serratus ocorre em áreas de litoral rochoso, fixando-se ao substrato por um rizóide discóide. As frondes são planas, com cerca de 2 cm de largura, bifurcadas e com cerca de 1 m de comprimento, incluindo uma curta  estipe. Os talos ramificam-se dicotomicamente, embora de forma irregular.
A fronde apresenta uma pseudo-nervura central e bordo serrado, característica que torna a espécie facilmente distinguível das restantes espécies de Fucus que lhe são morfologicamente próximas.  Não apresenta aerocistos (vesículas cheias de gás) como as encontradas em F. vesiculosus, nem as suas frondes assumem a estrutura em espiral típica de F. spiralis.
Os corpos reprodutivos formam-se em conceptáculos situados no interior de receptáculos instalados na região distal dos talos. Os oogónios e anterídios forma-se nos conceptáculos, que depois da meiose são libertados para a água. A libertação ocorre em situações de fraca ondulação, quando a turbulência e a velocidade das correntes é menor. Após a fertilização externa, desenvolve-se um zigoto que produz directamente uma nova alga, o esporófito diplóide.
Fucus serratus tem distribuição natural ao longo da costa atlântica da Europa, desde Spitsbergen até ao sul de Portugal, nas Canárias e nas costas do nordeste da América do Norte.  Foi introduzida na Islândia e nas Ilhas Feroé há aproximadamente 1000 anos, tendo aí sido pela primeira vez detectadas num estudo de 1900. A espécie adapta-se bem às condições existentes nos bancos formados depósitos de drenagem lenta, nos quais pode ocupar até um terço da superfície total. Com frequência domina a parte rochosa inferior do médio-litoral, excepto sobre as rochas mais expostas ao hidrodinamismo local.
F. serratus é utilizada na Irlanda e França para la produção de cosméticos e para talassoterapia.